# Парчин
Парчин је насеље у Србији у општини Александровац у Расинском округу. Према попису из 2022. има 185 становника (према попису из 2011. било је 211 становника).

## Демографија
У насељу Парчин живи 221 пунолетни становник, а просечна старост становништва износи 44,9 година (43,2 код мушкараца и 46,6 код жена). У насељу има 70 домаћинстава, а просечан број чланова по домаћинству је 3,80.
Ово насеље је у потпуности насељено Србима (према попису из 2002. године), а у последња три пописа, примећен је пад у броју становника.
|  |

| Демографија | Демографија | Демографија |
| Година      | Становника  | Становника  |
| ----------- | ----------- | ----------- |
| 1948.       | 380         |             |
| 1953.       | 408         |             |
| 1961.       | 373         |             |
| 1971.       | 373         |             |
| 1981.       | 348         |             |
| 1991.       | 283         | 280         |
| 2002.       | 266         | 274         |
| 2011.       | 211         |             |
| 2022.       | 185         |             |

| Етнички састав према попису из 2002.‍ | Етнички састав према попису из 2002.‍ | Етнички састав према попису из 2002.‍ | Етнички састав према попису из 2002.‍ | Етнички састав према попису из 2002.‍ |
| ------------------------------------ | ------------------------------------ | ------------------------------------ | ------------------------------------ | ------------------------------------ |
|                                      |                                      |                                      |                                      |                                      |
| Срби                                 | Срби                                 |                                      | 266                                  | 100,0%                               |
| непознато                            | непознато                            |                                      | 0                                    | 0,0%                                 |

| Година пописа     | 1948. | 1953. | 1961. | 1971. | 1981. | 1991. | 2002. |
| ----------------- | ----- | ----- | ----- | ----- | ----- | ----- | ----- |
| Број домаћинстава | 50    | 56    | 62    | 72    | 72    | 70    | 70    |

| Број чланова      | 1 | 2  | 3  | 4 | 5 | 6  | 7 | 8 | 9 | 10 и више | Просек |
| ----------------- | - | -- | -- | - | - | -- | - | - | - | --------- | ------ |
| Број домаћинстава | 6 | 21 | 11 | 7 | 6 | 11 | 5 | 2 | 0 | 1         | 3,80   |

| Пол    | Укупно | Неожењен/Неудата | Ожењен/Удата | Удовац/Удовица | Разведен/Разведена | Непознато |
| ------ | ------ | ---------------- | ------------ | -------------- | ------------------ | --------- |
| Мушки  | 117    | 22               | 83           | 8              | 3                  | 1         |
| Женски | 106    | 5                | 80           | 17             | 3                  | 1         |
| УКУПНО | 223    | 27               | 163          | 25             | 6                  | 2         |

| Пол    | Укупно                    | Пољопривреда, лов и шумарство | Рибарство                            | Вађење руде и камена | Прерађивачка индустрија       |
| ------ | ------------------------- | ----------------------------- | ------------------------------------ | -------------------- | ----------------------------- |
| Мушки  | 84                        | 57                            | 0                                    | 0                    | 14                            |
| Женски | 62                        | 47                            | 0                                    | 0                    | 3                             |
| УКУПНО | 146                       | 104                           | 0                                    | 0                    | 17                            |
| Пол    | Производња и снабдевање   | Грађевинарство                | Трговина                             | Хотели и ресторани   | Саобраћај, складиштење и везе |
| Мушки  | 0                         | 3                             | 2                                    | 0                    | 2                             |
| Женски | 0                         | 0                             | 2                                    | 1                    | 0                             |
| УКУПНО | 0                         | 3                             | 4                                    | 1                    | 2                             |
| Пол    | Финансијско посредовање   | Некретнине                    | Државна управа и одбрана             | Образовање           | Здравствени и социјални рад   |
| Мушки  | 0                         | 0                             | 1                                    | 0                    | 0                             |
| Женски | 0                         | 0                             | 1                                    | 3                    | 2                             |
| УКУПНО | 0                         | 0                             | 2                                    | 3                    | 2                             |
| Пол    | Остале услужне активности | Приватна домаћинства          | Екстериторијалне организације и тела | Непознато            | Непознато                     |
| Мушки  | 1                         | 0                             | 0                                    | 4                    | 4                             |
| Женски | 1                         | 0                             | 0                                    | 2                    | 2                             |
| УКУПНО | 2                         | 0                             | 0                                    | 6                    | 6                             |